# Láng Boldizsár (színművész)
Láng Boldizsár, Lángh (Miskolc, 1822. november 15. – Élesd, 1890. február 7.) színész, színigazgató, rendező.

## Életútja
Tizennyolc éves korában lépett a színipályára apja, Láng Lajos társulatában. Ugyanitt játszott édesanyja is, Csepreghy Anna. A szabadságharcban mint honvédtiszt vett részt, 1849-ben az Országos Honvédelmi Bizottmány futára volt. 1849-ben színtársulatot alakított Debrecenben, mellyel bejárta az egész országot. 1857—58-ban Kolozsváron volt színigazgató. Tanult ember volt és ügyes zenész. Rendkívül lelkes igazgató volt, sok érdekes szakcikket írt s a Színészegyesület szervezése körül jelentékeny érdemei vannak. De a szerencse nem kedvezett neki, vagyonát elvesztette és 1888-ban visszavonult a színigazgatástól. Élete utolsó éveiben adótiszt volt Élesden. Felesége Prielle Emília volt.

## Munkája
- »Rapperswyli-emlék«, francia négyes, lengyel dalokkal.

Nagyszabású cikke a »Hon« 1865. okt. 15-iki számában, a színigazgatói szervezkedésről.  Angyal Bandi történetét átdolgozta népszínművé.

## Fontosabb szerepei
- Hajlósi (Nagy I.: Tisztújítás)
- Mazeppa (Słowacki–Drake)
- Ephesusi Dromio (Shakespeare: Tévedések vígjátéka)
- Sugár Laci (Szigeti J.: A vén bakancsos és fia, a huszár)
- Peti (Eötvös J.–Szigeti J.: Viola)
- Szapolyai (Jókai M.: Dózsa György); Liliomfi (Szigligeti E.)